# فردریک لوهه
فردریک لوهه (انگلیسی: Frederic Löhe؛ زادهٔ ۱۲ اوت ۱۹۸۸) بازیکن فوتبال اهل آلمان است.
از باشگاه‌هایی که در آن بازی کرده‌است می‌توان به باشگاه فوتبال اس‌وی زاندهاوزن، باشگاه فوتبال آلمانیا آخن، و باشگاه فوتبال بروسیا مونشن‌گلادباخ اشاره کرد.